# Memória chilena
Memoria Chilena (espanhol para Memória chilena) é um site cultural Chileno, que, segundo suas próprias palavras, "oferece investigações e documentos relacionados com os principais tópicos que compõem a identidade Chilena, acessível através das áreas de história, literatura, ciências sociais, música e artes visuais." Memória Chilena é, também, uma biblioteca virtual, que preserva o material da Biblioteca Nacional de Chile e de outras instituições do Servicio Nacional del Patrimonio Cultural(SERPAT).

## História
A ideia original de Memória Chilena foi concebido em 2001. O site afirma que, "até agora, nosso objetivo tem sido transmitido por meio da Internet, o património cultural do Chile, contribuindo para a recuperação, a preservação e o fortalecimento de nossa memória histórica."

## Organização
Memória Chilena organiza o seu material através do sites de tópicos (sítios temáticos), que "abordagem de processos, eventos, pessoas ou obras relevantes do histórico chileno e do cultural imaginário." Sites de tópicos incluem uma apresentação geral ou descrição, galerias de imagens,  documentos digitalizados, bibliografia relacionadas, cronologia, links para os respectivos sites ou sites, e arquivos de som. Memoria Chilena, em Maio de 2012, tinha de 2.800 livros digitalizados, 250 mapas do Chile (datado entre 1768 e 1929), além de um "inumeráveis" quantidade de fotografias relacionadas com a história do Chile.

## Direitos autorais
Memoria Chilena publica documentos e imagens que pertencem a coleções da Biblioteca Nacional do Chile e de outras instituições do SERPAT, que são de propriedade desta última ou, de outra forma no domínio público. No entanto,  materiais digitalizado cujos direitos autorais estado é ativo, são usadas com permissão dos proprietários dos direitos autorais, para a sua "publicação exclusiva no site." O site também afirma que "qualquer uso do material publicado na Memoria Chilena, sem o consentimento dos detentores dos direitos autorais, é penalizado pela Lei de Propriedade Intelectual."